# Luxiaria distorta
Luxiaria distorta là một loài bướm đêm trong họ Geometridae.